# Frederik Van Lierde
Frederik Van Lierde (Menen, 25 mei 1979) is een Belgische triatleet actief sinds 1997. Hij is lid van Les Sables Vendée Triathlon (LSVT).
Van Lierde wordt sinds 2011 getraind door tweevoudig Hawaï-winnaar Luc Van Lierde (geen familie). Op 14 oktober 2012 kwam hij vanuit zesde positie terug om derde te worden op de Ironman Hawaii in een tijd van 8:24:09. In september 2012 won hij op 5 dagen tijd de Zwintriatlon Knokke en de 1/2 triatlon Narbonne. Eind juni 2012 won hij nog de Ironman van Nice in een nieuw parcoursrecord van 8:21:51 Op 12 oktober 2013 won hij de Ironman Hawaï in een tijd van 8:12:29.
Op 22 december 2013 werd hij in België verkozen tot 'Sportman van het Jaar'.
Van Lierde is getrouwd en heeft twee zonen.

## Palmares
2019
- Ironman Lanzarote

2018
- Triathlon Alpe d'Huez
- Ironman Nice
- 9de Ironman Texas

2017
- Ironman 70.3 Vichy
- Ironman Nice
- 1/4 Triathlon Sables D’Olonne
- 4de Ironman 70.3 Barcelona
- Ironman 70.3 Aix en Provence
- 7de Ironman AC Ironman South Africa

2016
- Ironman Mexico
- 1/4 Triathlon Lanzarote
- 1/2 Triathlon de Gérardmer
- Ironman 70.3 Sweden
- 10de WK Ironman Hawaii

2015
- Ironman Zuid-Afrika
- Ironman 70.3 Barcelona
- Ironman 70.3 Turkey
- 5de EK Ironman Frankfurt

2014
- 8ste WK Ironman Hawaii
- 1/2 Triathlon Deinze
- 1/4 Triathlon Marseille
- EK Ironman Frankfurt
- 1/4 ExtremeMan Düren
- 4de Ironman 70.3 Aix en Provence
- 4de 1/2 Triathlon Cannes
- 4de International Triathlon Abu Dhabi

2013
- Ironman Hawaii
- Ironman Nice
- 1/2 Triathlon Deinze
- ExtremeMan Salou
- International Triatlon Abu Dhabi
- 1/4 Triathlon Marseille
- Sportman van het jaar

2012
- Ironman Hawaii
- Ironman Nice
- Ironman Melbourne
- Triathlon Knokke
- Extreme-man Narbonne

2011
- Ironman Nice
- International Triathlon Abu Dhabi
- Ironman 70.3 Zuid-Afrika
- 5de Ironman 70.3 Texas

2010
- Triathlon Ieper
- Triathlon Knokke
- Ironman Nice
- 4de Ironman 70.3 Antwerpen
- 4de Ironman 70.3 New Orleans
- 5de triathlon Abu Dhabi
- 14de WK Ironman Hawaii
- Belgisch kampioenschap lange afstand

2009
- triathlon Ieper
- in triathlon Knokke en Brugge
- 5de Ironman Klagenfurt (Oostenrijk)
- 35ste WK Ironman Hawaii

2008
- Ironman Nieuw-Zeeland
- Ironman 70.3 Zuid-Afrika
- Long Distance ITU Triathlon Brasschaat
- 9de Ironman Arizona

2007
- Europees kampioenschap lange afstandstriathlon
- 1/4 Triathlon La Baule (Frankrijk)
- 5de Militaire Olympische Wereldspelen (Indië)

2006
- 1/4 triatlon Izegem
- 1/8 triatlon Sint-Martens-Latem
- ETU Cup Alexandroupolis (Griekenland)
- 5de ETU premiumcup Holten (Nederland)
- diverse ereplaatsen ETU (Premium)cup o.a. 7de, 9de, 14de en 17de
- 10de eindklassement Iron Tour (Frankrijk)

2005
- Veldoopzwem De Haan
- 1/4 triatlon Izegem
- 7de WK MIL Ventura 1/4 triathlon
- Belgische kampioenschap 1/4 triatlon Elite

2004
- 1/4 triatlon Brugge
- 1/4 triatlon Izegem
- Sprint triatlon Beauvais (Frankrijk)
- Veloopzwem De Haan
- 4de Belgisch kampioenschap 1/4 triatlon
- 42ste Europees kampioenschap 1/4 triatlon
- 57ste Wereldkampioenschap 1/4 triatlon

2003
- 1/4 triatlon Izegem
- 1/4 triatlon Wasquehal
- 4de ITU Points Race Praia da Vitoria
- 9de ITU Points Race Sofia

2002
- 1/4 triatlon Izegem
- kampioenschap 1/4 triatlon U23 (beloften)
- Belgische kampioenschap 1/4 triatlon elite
- EK-selectie seniors en 36ste plaats

2001
- Internationale triatlon Rijsel
- 4de triatlon Izegem
- 4de triatlon Vilvoorde
- 7de triatlon Knokke
- EK-selectie seniors en 39ste plaats

2000
- Belgisch kampioenschap winter duatlon juniors A
- Belgisch kampioenschap triatlon universitairen
- EK-selectie seniors en 52ste plaats

1999
- Belgisch kampioenschap triatlon juniors A
- EK-selectie en 16de plaats juniors
- Vlaams kampioenschap triatlon juniors A

1998
- Belgisch kampioenschap triatlon juniors A
- EK-selectie en 34ste plaats juniors

1997
- Belgisch kampioenschap triatlon juniors B
- Vlaams kampioenschap juniors B